# Coccus antidesmae
Coccus antidesmae är en insektsart som först beskrevs av Green 1896.  Coccus antidesmae ingår i släktet Coccus och familjen skålsköldlöss.
Artens utbredningsområde är Sri Lanka. Inga underarter finns listade i Catalogue of Life.